# Eleições autárquicas portuguesas de 1976 no distrito da Guarda
| Eleições autárquicas portuguesas de 1976 Distritos: Aveiro \| Beja \| Braga \| Bragança \| Castelo Branco \| Coimbra \| Évora \| Faro \| Guarda \| Leiria \| Lisboa \| Portalegre \| Porto \| Santarém \| Setúbal \| Viana do Castelo \| Vila Real \| Viseu \| Açores \| Madeira |

## Resultados por concelho
Os resultados nos concelhos no distrito da Guarda foram os seguintes:

### Aguiar da Beira
| Partido                 | Partido                     | Votos | %               | Vereadores |
| ----------------------- | --------------------------- | ----- | --------------- | ---------- |
|                         | Partido Social Democrata    | 1 559 | 50,02 / 100,00  | 3 / 5      |
|                         | Centro Democrático Social   | 1 343 | 43,09 / 100,00  | 2 / 5      |
|                         | Frente Eleitoral Povo Unido | 53    | 1,70 / 100,00   | 0 / 5      |
| Votos Inválidos         | Votos Inválidos             | 162   | 5,20 / 100,00   |            |
| Total                   | Total                       | 3 117 | 100,00 / 100,00 | 5 / 5      |
| Eleitorado/Participação | Eleitorado/Participação     | 5 031 | 61,96 / 100,00  |            |

### Almeida
| Partido                 | Partido                     | Votos | %               | Vereadores |
| ----------------------- | --------------------------- | ----- | --------------- | ---------- |
|                         | Centro Democrático Social   | 2 522 | 54,98 / 100,00  | 3 / 5      |
|                         | Partido Socialista          | 872   | 19,01 / 100,00  | 1 / 5      |
|                         | Partido Social Democrata    | 865   | 18,86 / 100,00  | 1 / 5      |
|                         | Frente Eleitoral Povo Unido | 85    | 1,85 / 100,00   | 0 / 5      |
| Votos Inválidos         | Votos Inválidos             | 243   | 5,29 / 100,00   |            |
| Total                   | Total                       | 4 587 | 100,00 / 100,00 | 5 / 5      |
| Eleitorado/Participação | Eleitorado/Participação     | 7 336 | 62,53 / 100,00  |            |

### Celorico da Beira
| Partido                 | Partido                     | Votos | %               | Vereadores |
| ----------------------- | --------------------------- | ----- | --------------- | ---------- |
|                         | Centro Democrático Social   | 2 206 | 52,52 / 100,00  | 3 / 5      |
|                         | Partido Socialista          | 1 447 | 34,45 / 100,00  | 2 / 5      |
|                         | Frente Eleitoral Povo Unido | 211   | 5,02 / 100,00   | 0 / 5      |
| Votos Inválidos         | Votos Inválidos             | 336   | 8,00 / 100,00   |            |
| Total                   | Total                       | 4 200 | 100,00 / 100,00 | 5 / 5      |
| Eleitorado/Participação | Eleitorado/Participação     | 7 431 | 56,52 / 100,00  |            |

### Figueira de Castelo Rodrigo
| Partido                 | Partido                     | Votos | %               | Vereadores |
| ----------------------- | --------------------------- | ----- | --------------- | ---------- |
|                         | Centro Democrático Social   | 1 225 | 33,98 / 100,00  | 2 / 5      |
|                         | Partido Social Democrata    | 938   | 26,02 / 100,00  | 2 / 5      |
|                         | Partido Socialista          | 936   | 25,96 / 100,00  | 1 / 5      |
|                         | Frente Eleitoral Povo Unido | 186   | 5,16 / 100,00   | 0 / 5      |
| Votos Inválidos         | Votos Inválidos             | 320   | 8,88 / 100,00   |            |
| Total                   | Total                       | 3 605 | 100,00 / 100,00 | 5 / 5      |
| Eleitorado/Participação | Eleitorado/Participação     | 7 006 | 51,46 / 100,00  |            |

### Fornos de Algodres
| Partido                 | Partido                     | Votos | %               | Vereadores |
| ----------------------- | --------------------------- | ----- | --------------- | ---------- |
|                         | Partido Social Democrata    | 2 116 | 67,82 / 100,00  | 4 / 5      |
|                         | Centro Democrático Social   | 553   | 17,72 / 100,00  | 1 / 5      |
|                         | Frente Eleitoral Povo Unido | 174   | 5,58 / 100,00   | 0 / 5      |
| Votos Inválidos         | Votos Inválidos             | 277   | 8,88 / 100,00   |            |
| Total                   | Total                       | 3 120 | 100,00 / 100,00 | 5 / 5      |
| Eleitorado/Participação | Eleitorado/Participação     | 4 954 | 62,98 / 100,00  |            |

### Gouveia
| Partido                 | Partido                                 | Votos  | %               | Vereadores |
| ----------------------- | --------------------------------------- | ------ | --------------- | ---------- |
|                         | Partido Socialista                      | 3 670  | 40,73 / 100,00  | 4 / 7      |
|                         | Centro Democrático Social               | 2 318  | 25,72 / 100,00  | 2 / 7      |
|                         | Partido Social Democrata                | 1 463  | 16,24 / 100,00  | 1 / 7      |
|                         | Frente Eleitoral Povo Unido             | 569    | 6,31 / 100,00   | 0 / 7      |
|                         | Grupos Dinamizadores de Unidade Popular | 248    | 2,75 / 100,00   | 0 / 7      |
| Votos Inválidos         | Votos Inválidos                         | 743    | 8,25 / 100,00   |            |
| Total                   | Total                                   | 9 011  | 100,00 / 100,00 | 7 / 7      |
| Eleitorado/Participação | Eleitorado/Participação                 | 15 017 | 60,01 / 100,00  |            |

### Guarda
| Partido                 | Partido                     | Votos  | %               | Vereadores |
| ----------------------- | --------------------------- | ------ | --------------- | ---------- |
|                         | Partido Socialista          | 6 126  | 33,56 / 100,00  | 3 / 7      |
|                         | Centro Democrático Social   | 5 699  | 31,22 / 100,00  | 2 / 7      |
|                         | Partido Social Democrata    | 3 953  | 21,66 / 100,00  | 2 / 7      |
|                         | Frente Eleitoral Povo Unido | 893    | 4,89 / 100,00   | 0 / 7      |
|                         | MRPP                        | 331    | 1,81 / 100,00   | 0 / 7      |
| Votos Inválidos         | Votos Inválidos             | 1 251  | 6,86 / 100,00   |            |
| Total                   | Total                       | 18 253 | 100,00 / 100,00 | 7 / 7      |
| Eleitorado/Participação | Eleitorado/Participação     | 28 424 | 64,22 / 100,00  |            |

### Manteigas
| Partido                 | Partido                     | Votos | %               | Vereadores |
| ----------------------- | --------------------------- | ----- | --------------- | ---------- |
|                         | Centro Democrático Social   | 710   | 36,84 / 100,00  | 2 / 5      |
|                         | Partido Socialista          | 631   | 32,75 / 100,00  | 2 / 5      |
|                         | Partido Social Democrata    | 359   | 18,63 / 100,00  | 1 / 5      |
|                         | Frente Eleitoral Povo Unido | 121   | 6,28 / 100,00   | 0 / 5      |
| Votos Inválidos         | Votos Inválidos             | 86    | 5,50 / 100,00   |            |
| Total                   | Total                       | 1 927 | 100,00 / 100,00 | 5 / 5      |
| Eleitorado/Participação | Eleitorado/Participação     | 3 147 | 61,23 / 100,00  |            |

### Mêda
| Partido                 | Partido                     | Votos | %               | Vereadores |
| ----------------------- | --------------------------- | ----- | --------------- | ---------- |
|                         | Centro Democrático Social   | 2 103 | 48,83 / 100,00  | 3 / 5      |
|                         | Partido Social Democrata    | 1 290 | 29,95 / 100,00  | 2 / 5      |
|                         | Partido Socialista          | 569   | 13,21 / 100,00  | 0 / 5      |
|                         | Frente Eleitoral Povo Unido | 107   | 2,48 / 100,00   | 0 / 5      |
| Votos Inválidos         | Votos Inválidos             | 238   | 5,53 / 100,00   |            |
| Total                   | Total                       | 4 307 | 100,00 / 100,00 | 5 / 5      |
| Eleitorado/Participação | Eleitorado/Participação     | 6 376 | 67,55 / 100,00  |            |

### Pinhel
| Partido                 | Partido                     | Votos  | %               | Vereadores |
| ----------------------- | --------------------------- | ------ | --------------- | ---------- |
|                         | Centro Democrático Social   | 1 898  | 32,27 / 100,00  | 3 / 7      |
|                         | Partido Social Democrata    | 1 859  | 31,61 / 100,00  | 3 / 7      |
|                         | Partido Socialista          | 1 037  | 17,63 / 100,00  | 1 / 7      |
|                         | Frente Eleitoral Povo Unido | 401    | 6,82 / 100,00   | 0 / 7      |
| Votos Inválidos         | Votos Inválidos             | 686    | 11,66 / 100,00  |            |
| Total                   | Total                       | 5 881  | 100,00 / 100,00 | 7 / 7      |
| Eleitorado/Participação | Eleitorado/Participação     | 10 338 | 56,89 / 100,00  |            |

### Sabugal
| Partido                 | Partido                     | Votos  | %               | Vereadores |
| ----------------------- | --------------------------- | ------ | --------------- | ---------- |
|                         | Centro Democrático Social   | 5 579  | 59,71 / 100,00  | 5 / 7      |
|                         | Partido Socialista          | 2 719  | 29,10 / 100,00  | 2 / 7      |
|                         | Frente Eleitoral Povo Unido | 255    | 2,73 / 100,00   | 0 / 7      |
| Votos Inválidos         | Votos Inválidos             | 790    | 8,46 / 100,00   |            |
| Total                   | Total                       | 9 343  | 100,00 / 100,00 | 7 / 7      |
| Eleitorado/Participação | Eleitorado/Participação     | 15 167 | 61,60 / 100,00  |            |

### Seia
| Partido                 | Partido                                            | Votos  | %               | Vereadores |
| ----------------------- | -------------------------------------------------- | ------ | --------------- | ---------- |
|                         | Partido Socialista                                 | 3 953  | 29,36 / 100,00  | 3 / 7      |
|                         | Centro Democrático Social                          | 3 851  | 28,60 / 100,00  | 2 / 7      |
|                         | Partido Social Democrata                           | 3 677  | 27,31 / 100,00  | 2 / 7      |
|                         | Frente Eleitoral Povo Unido                        | 661    | 4,91 / 100,00   | 0 / 7      |
|                         | Grupos Dinamizadores de Unidade Popular            | 226    | 1,68 / 100,00   | 0 / 7      |
|                         | Partido Comunista de Portugal (marxista-leninista) | 157    | 1,17 / 100,00   | 0 / 7      |
| Votos Inválidos         | Votos Inválidos                                    | 938    | 6,96 / 100,00   |            |
| Total                   | Total                                              | 13 463 | 100,00 / 100,00 | 7 / 7      |
| Eleitorado/Participação | Eleitorado/Participação                            | 21 648 | 62,19 / 100,00  |            |

### Trancoso
| Partido                 | Partido                     | Votos | %               | Vereadores |
| ----------------------- | --------------------------- | ----- | --------------- | ---------- |
|                         | Partido Social Democrata    | 2 111 | 39,70 / 100,00  | 2 / 5      |
|                         | Centro Democrático Social   | 1 453 | 27,33 / 100,00  | 2 / 5      |
|                         | Partido Socialista          | 1 152 | 21,67 / 100,00  | 1 / 5      |
|                         | Frente Eleitoral Povo Unido | 245   | 4,61 / 100,00   | 0 / 5      |
| Votos Inválidos         | Votos Inválidos             | 356   | 6,69 / 100,00   |            |
| Total                   | Total                       | 5 317 | 100,00 / 100,00 | 5 / 5      |
| Eleitorado/Participação | Eleitorado/Participação     | 9 500 | 55,97 / 100,00  |            |

### Vila Nova de Foz Côa
| Partido                 | Partido                     | Votos | %               | Vereadores |
| ----------------------- | --------------------------- | ----- | --------------- | ---------- |
|                         | Partido Social Democrata    | 1 986 | 41,97 / 100,00  | 3 / 5      |
|                         | Partido Socialista          | 1 213 | 25,63 / 100,00  | 1 / 5      |
|                         | Centro Democrático Social   | 1 020 | 21,56 / 100,00  | 1 / 5      |
|                         | Frente Eleitoral Povo Unido | 257   | 5,43 / 100,00   | 0 / 5      |
| Votos Inválidos         | Votos Inválidos             | 256   | 5,41 / 100,00   |            |
| Total                   | Total                       | 4 732 | 100,00 / 100,00 | 5 / 5      |
| Eleitorado/Participação | Eleitorado/Participação     | 7 949 | 59,53 / 100,00  |            |